# Orfeus og Julie
|  | Denne artikel er oprettet af botten PalnaBot ud fra en ekstern database. Den kan derfor have sproglige fejl eller mangler. Denne skabelon kan fjernes efter kontrol af indholdet. |

Orfeus og Julie er en animationsfilm fra 1970 instrueret af Bent Barfod efter manuskript af Bent Barfod.

## Handling
En balletabstraktionn formet som en kombination af tegne- og trickfilm, hvor danserne bevæger sig bagved, foran og imellem det animerede. Det evige par oplever farer og glæder og forsvinder til sidst som det opstod.